# Sopwith Triplane
Sopwith Triplane là một loại máy bay tiêm kích ba tầng cánh của Anh, do hãng Sopwith Aviation Company thiết kế chế tạo trong Chiến tranh thế giới I.

## Quốc gia sử dụng
Pháp
- Hải quân Pháp (17)

 Greece
- Hải quân Hy Lạp (1)

 Russian Empire
- Không quân Đế quốc Nga (1)

 Liên Xô

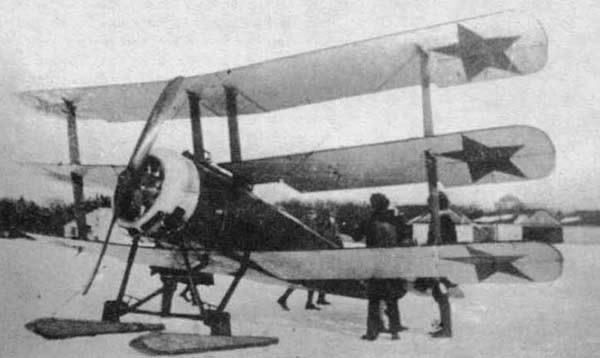
Triplane của Nga, lắp các ván trượt

- Không quân Liên Xô (1 kế thừ từ Không quân Đế quốc Nga)

 Anh Quốc
- Cục Không quân Hải quân Hoàng gia

## Tính năng kỹ chiến thuật
Dữ liệu lấy từ British Aeroplanes 1914–18
Đặc điểm tổng quát
- Kíp lái: 1
- Chiều dài: 18 ft 10 in (5,73 m)
- Sải cánh: 26 ft 6 in (8 m)
- Chiều cao: 10 ft 6 in (3,2 m)
- Diện tích cánh: 231 ft² (21,46 m²)
- Trọng lượng rỗng: 1.101 lb (500 kg)
- Trọng lượng có tải: 1.541 lb (700 kg)
- Động cơ: 1 × Clerget 9B, 130 hp (97 kW)

 Hiệu suất bay 
- Vận tốc cực đại: 117 mph (187 km/h) trên độ cao 5.000 ft (1.830 m)
- Thời gian bay: 2 h 45 phút
- Trần bay: 20.500 ft (6.250 m)
- Tải trên cánh: 6,13 lb/ft² (29,92 kg/m²)

Trang bị vũ khí

- Súng: 1× Súng máy Vickers .303 in